# Триумф победителя
«Триумф победителя» — картина фламандского художника Питера Пауля Рубенса, написанная между 1613 и 1614 годами. Картина является частью постоянной экспозиции картинной галереи «Старые мастера» во Дворце Вильгельмсхёэ.

## Описание
В центре картины — римский полководец, увенчанный богиней Никой лаврами победы и попирающий ногами тело поверженного врага, рядом фигура связанного варвара, олицетворяющего Раздор (со змеями в волосах). Справа от него стоит Гений гармонии, который вручает ему связанный пучок стрел (символизирующий мир). Фигура справа также считается хранителем религии, благодаря вечному огню, изображённому на алтаре рядом с фигурой. За алтарем расположен красно-белый флаг, символизирующий правящий дом Габсбургов и тем самым подтверждающий верность гильдии стрелков этому дому.

## История

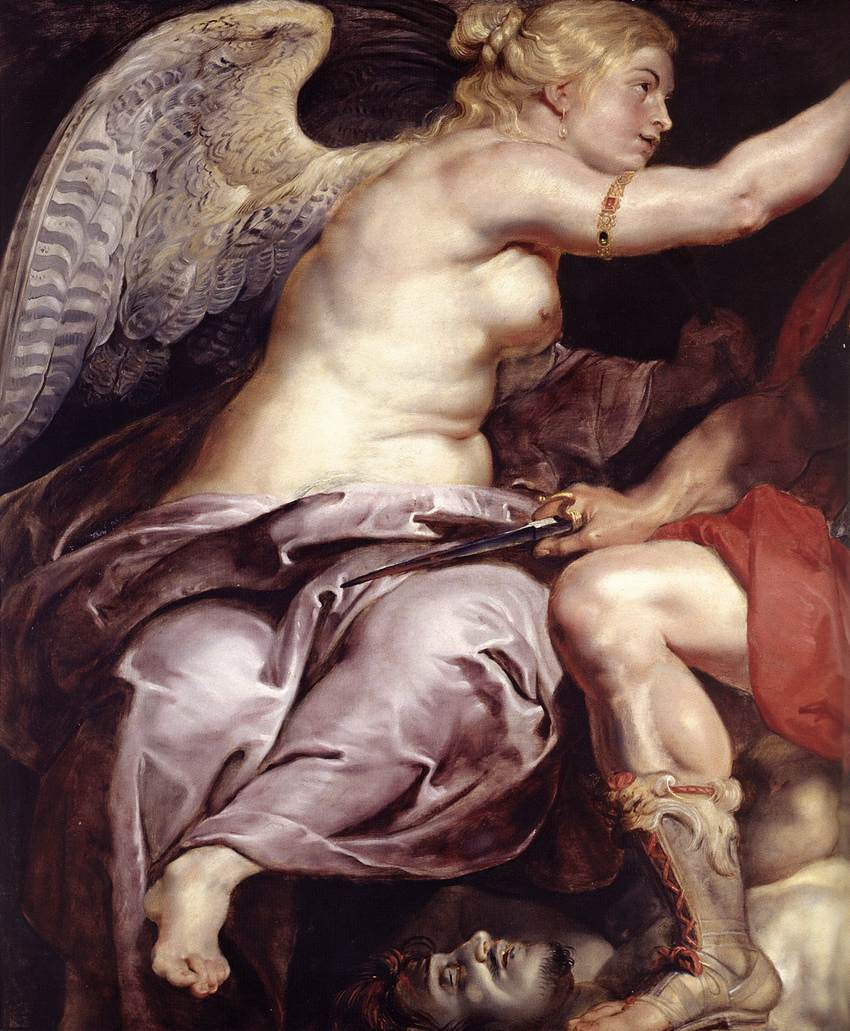
Триумф победителя (фрагмент)

Картина написана яркими красками в стиле раннего барокко между 1613 и 1614 годами. Картина была заказана антверпенской гильдией стрелков Святого Георгия для своего банкетного зала. Картина была аллегорической данью уважения дому Габсбургов. Ландграф Вильгельм VIII приобрёл эту картину без авторской подписи между 1730 и 1760 годами для своей коллекции картин голландской школы для картинной галереи во дворце Бельвю в Обернойштадте в Касселе. После заключения Тильзитского мира, в 1807 году Кассель стал столицей Вестфальского королевства во главе с Жеромом Бонапартом. В 1807 году картина была доставлена в коллекцию императора Наполеона Бонапарта. Картина была выставлена в Коронационном зале императора в Париже. В 1813 году генерал Черничев вынудил Жерома Бонапарта бежать, и начались переговоры о возвращении этой и других картин, конфискованных Наполеоном. Якоб Гримм (в то время секретарь легата) сыграл важную роль в возвращении Рубенса. В декабре 1815 года картина вернулась в Кассель. С 1878 по 1943 год «Триумф победителя» находился в Neue Galerie в Касселе. Во время Второй мировой войны картина была вывезена из дворца Вильгельмсхёэ, который был сильно повреждён. С 1956 года картина демонстрировалась в помещениях Ландесмузея, а с апреля 1974 года — в восстановленном дворце Вильгельмсхёэ.